# J Soul Brothers (三代目J Soul Brothersのアルバム)
『J Soul Brothers』（ジェイ・ソウル・ブラザーズ）は、三代目 J Soul Brothersの1枚目のオリジナル・アルバムである。2011年6月1日にrhythm zoneから発売された。

## 概要
- これまでにリリースされたシングル3曲をはじめ二代目 J Soul Brothersとのコラボレーションによる「GENERATION」と新たに制作された「Japanese Soul Brothers」の他に、ボーナストラックとしてEXILEの楽曲「24karats STAY GOLD」の三代目 J Soul BrothersフィーチャリングVer.を含む全11曲収録。
- DVDにはシングル3曲のミュージック・ビデオの他に、二代目 J Soul Brothersと共演したミュージック・ビデオ「Japanese Soul Brothers」、さらにミュージック・ビデオのメイキング映像やドキュメントを収録。
- 先着予約特典として、歴代のJ Soul Brothersのミュージック・ビデオを特別編集した「歴代J Soul Brothers VJ-MIX」のDVDが付属。また期間限定封入特典として、神戸ワールド記念ホールとさいたまスーパーアリーナで開催された『二代目 J Soul Brothers VS 三代目 J Soul Brothers Live Tour 2011 〜EXILE TRIBE〜』のバックヤードに抽選で招待される応募ハガキが封入されている。

## 収録曲

### CD
1. On Your Mark〜ヒカリのキセキ〜 (4:18)
作詞：Kenn Kato、作曲・編曲：田中直
  - 2ndシングル表題曲。ABC・テレビ朝日系ドラマ『検事・鬼島平八郎』主題歌。
2. Best Friend's Girl (5:04)
作詞：松尾潔、作曲：川口大輔、編曲：中野雄太
  - デビューシングル表題曲。明治製菓「Meltykiss」CMソング。
3. FIELD OF DREAMS (3:52)
作詞：Kenn Kato、作曲：SKY BEATZ / ERIK LIDBOM / FAST LANE
  - ABC『今ちゃんの「実は…」』6月度エンディングテーマ。
4. 次の時代へ (5:35)
作詞：ATSUSHI、作曲・編曲：春川仁志
  - ベストアルバム「THE BEST」にも収録されている。4thシングル「FIGHTERS」のカップリングにオーケストラバージョン。
5. 君となら (4:59)
作詞・作曲：森大輔、編曲：中野雄太
6. LOVE SONG (5:31)
作詞：小竹正人、作曲・編曲：原一博
  - 3rdシングル表題曲。LIXIL「アイフルホーム」CMソング。「レコチョク」TV-CFソング。『お願い!ランキング』5月度エンディングテーマソング。
7. Always (4:39)
作詞：ATSUSHI、作曲・編曲：浅田将明
8. 1st Place (3:36)
作詞・作曲：lil' showy
  - TBS系『ランク王国』6・7月度オープニングテーマ。ベストアルバム「THE BEST」にも収録されている。
9. GENERATION / 二代目 J Soul Brothers + 三代目 J Soul Brothers (4:16)
作詞：Kenn Kato、作曲・編曲：BACHLOGIC
  - （二代目）J Soul Brothersの1stアルバム『J Soul Brothers』収録曲「GENERATION」に登坂・今市を加えた別バージョン。
10. Japanese Soul Brothers / 二代目 J Soul Brothers + 三代目 J Soul Brothers (5:03)
作詞：michico、作曲：T.Kura / michico
  - ベストアルバム「THE BEST」・「THE JSB WORLD」にも収録されている。
11. 24karats STAY GOLD feat. 三代目 J Soul Brothers / EXILE (6:27) [Bonus Track] 
作詞・作曲：lil' showy
  - EXILEのダブルマキシシングル「FANTASY」収録曲に三代目 J Soul Brothersを加えた別バージョン。

### DVD
[Video Clip]
1. Best Friend's Girl
2. On Your Mark〜ヒカリのキセキ〜
3. LOVE SONG
4. Japanese Soul Brothers / 二代目 J Soul Brothers + 三代目 J Soul Brothers

[Making & Document]
1. Best Friend's Girl
2. On Your Mark〜ヒカリのキセキ〜
3. LOVE SONG
4. Japanese Soul Brothers / 二代目 J Soul Brothers + 三代目 J Soul Brothers
5. 三代目 J Soul Brothers Document Movie